# 晋察冀1944年对日攻势作战
晋冀鲁豫1944年对日攻势作战是中国抗日战争期间中日双方发生的战役。
1944年，日军陆续从华北、华中抽调兵力，进行一号作战。八路军晋察冀军区所属各战略区在代司令员兼代政治委员程子华指挥下，乘日伪军兵力减少之机，开始向日伪军发动攻势作战。以夏春攻势为开端至12月作战结束，晋察冀军区部队作战4400次，歼灭日伪军4.5万人，共占领据点、碉堡1675处，袭入或攻克县城32座，光复人口758万，收复国土3.7余万平方公里。晋察冀边区主力部队和民兵武装都得到进一步壮大。